# Jove Orquestra de la Generalitat Valenciana
La Jove Orquestra de la Generalitat Valenciana (JOGV) és una orquestra simfònica promoguda per la Generalitat Valenciana a través de l'Institut Valencià de la Música (IVM). El 2019 estava formada per 95 músics menors de 26 anys. El seu objectiu és formar músics amb trobades i tallers dirigits per professors destacats de cada especialitat.
La JOGV fou creada el 1998 arreplegant la iniciativa de la Jove Orquestra de la Comunitat Valenciana, nascuda en 1991. Es tracta d'una orquestra dirigida pel mestre Manuel Galduf entre 1999 i 2017, quan Beatriz Fernández va prendre'n el relleu per iniciar un "període de transició". Des d'octubre de 2017 està dirigida per Pablo Rus Broseta.